# Eugène Fischer
Eugène Anne Maria Fischer (Ginneken en Bavel, 7 juni 1930) is een Nederlands voormalig Nederlands politicus voor de Politieke Partij Radikalen en een vredesactivist.
Fischer studeerde filosofische en theologische studies bij het Groot Seminarie van het Bisdom Breda (tussen 1950 en 1955). Tussen 1960 en 1969 studeerde hij politicologie bij de Katholieke Universiteit Nijmegen. Fischer werkte vanaf 1977 als stafodcent politicologie bij de Katholieke Sociale Academie "Markendaal". Daarnaast was Fischer lid van het hoofdbestuur van het Interkerkelijk Vredesberaad (1971-1978) en van Pax Christi (1971-1979) en de landelijke adviesraad Open Kerk. In 1977 werd hij lid van de Eerste Kamer. Hij voerde het woord op volkshuisvesting, cultuur, recreatie en maatschappelijk werk. 